# Strävbukig trådormstjärna
Strävbukig trådormstjärna (Acrocnida brachiata) är en ormstjärneart som först beskrevs av Montagu 1804.  Strävbukig trådormstjärna ingår i släktet Acrocnida och familjen trådormstjärnor. Enligt den svenska rödlistan är arten otillräckligt studerad i Sverige. Arten förekommer i Götaland. Artens livsmiljö är havet. Inga underarter finns listade i Catalogue of Life.